# Fairmead
Fairmead est une census-designated place du comté de Madera, dans l'État de Californie, aux États-Unis,. En 2020, elle compte une population de 1 235 habitants.